# Opel Astra J
Opel Astra J — компактный автомобиль, четвертое поколение Opel Astra сменившее в модельном ряду Opel Astra H. Основан на платформе Delta II и дебютировал в 2009 году на Франкфуртском автосалоне. Дизайн автомобиля продолжил новую линию корпоративного дизайна, начатую с Opel Insignia, перенял от него многочисленные инновационные технические и дизайнерские решения. Полноценный производственный цикл начался на заводе Vauxhall Motors в Элзмирпорт, Чешир в конце сентября 2009 года. Поставки автомобиля в Европе начались в декабре 2009 года. В России Astra J официально продавалась с 2010 года и производилась на заводе General Motors в Шушарах.
Во время разработки носил имя Opel Astra I, но затем было решено заменить букву на J, так как букву I можно понять, как цифру 1.
Автомобиль поступил в продажу 5 декабря 2009 года и первоначально предлагался в кузове пятидверный хетчбэк, универсал появился в середине 2010 года, трехдверный хетчбэк GTC в начале 2011 года, седан в 2012 году. С апреля 2013 года стала доступна версия с кузовом кабриолет которая позиционировалась как самостоятельная модель под названием Cascada.

## Astra J OPC

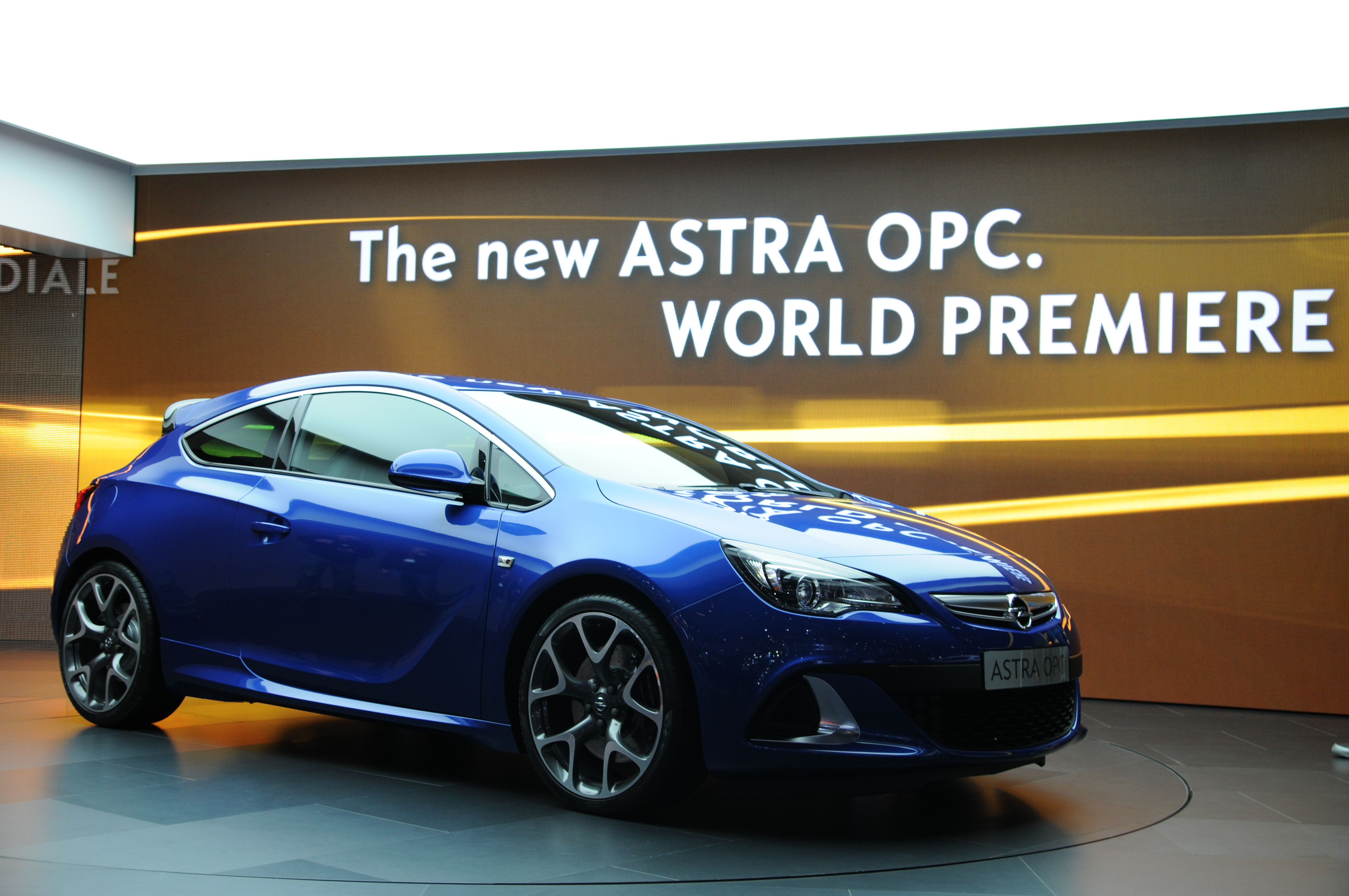
Astra J OPC

7 марта 2012 года на Франкфуртском автосалоне была представлена самая быстрая версия — OPC. Продажи начались осенью 2012. Как и ее предшественница — Astra H OPC, Astra J OPC базируется исключительно на модификации Astra GTC (трехдверный хетчбэк) и доступна с единственным 2,0-литровым турбомотором мощностью 206 кВт (280 л.с.) и крутящим моментом 400 Нм.
К особенностям Astra J OPC относятся механический многодисковый блокируемый дифференциал от Drexler Motorsport, известный по Corsa OPC Nürburgring Edition, тормозная система Brembo на передней оси, спортивное шасси Flexride. OPC отличается от стандартной GTC также внешним обвесом и колёсными дисками, оформлением салона и спортивными ковшеобразными сиденьями.

## Безопасность
| Euro NCAP                                                   | Euro NCAP | Euro NCAP | Euro NCAP             |
| ----------------------------------------------------------- | --------- | --------- | --------------------- |
| · общий рейтинг                                             |           |           |                       |
| 95%                                                         | 84%       | 56%       | 71%                   |
| взрослый пассажир                                           | ребёнок   | пешеход   | активная безопасность |
| Протестированная модель: Opel Astra 1.6 'Enjoy', LHD (2009) |           |           |                       |

## Фотогалерея

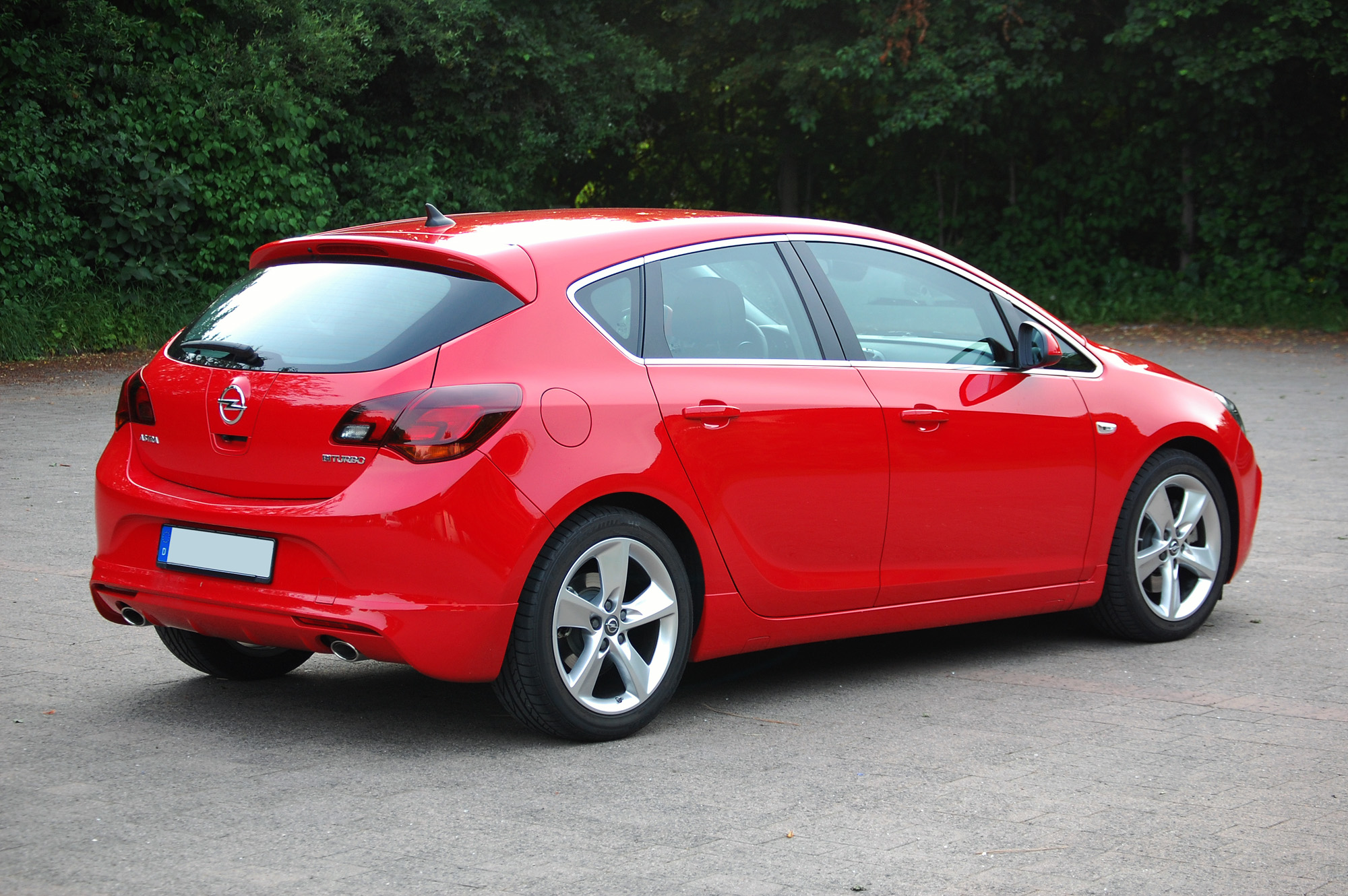
Пятидверный хетчбэк
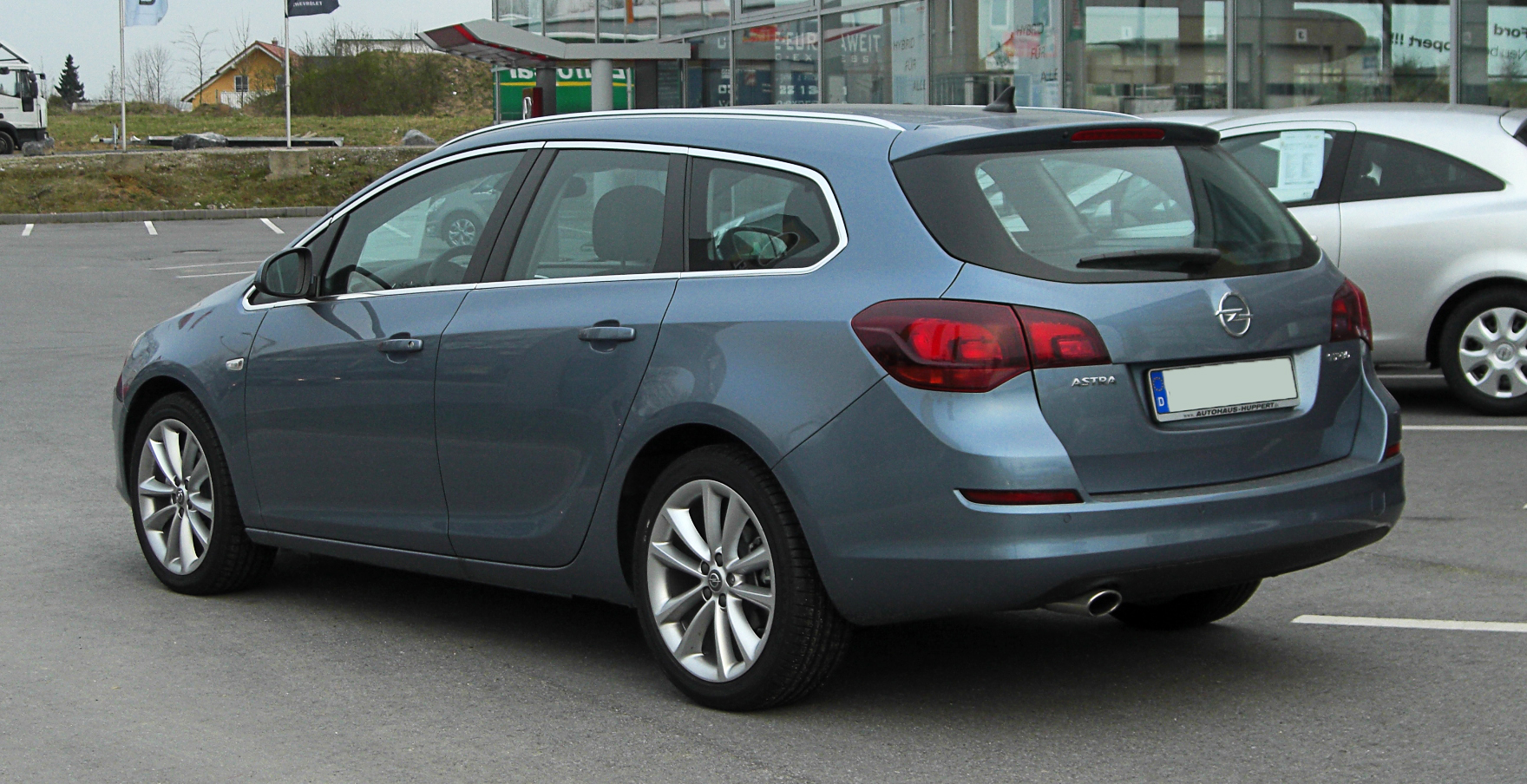
Универсал
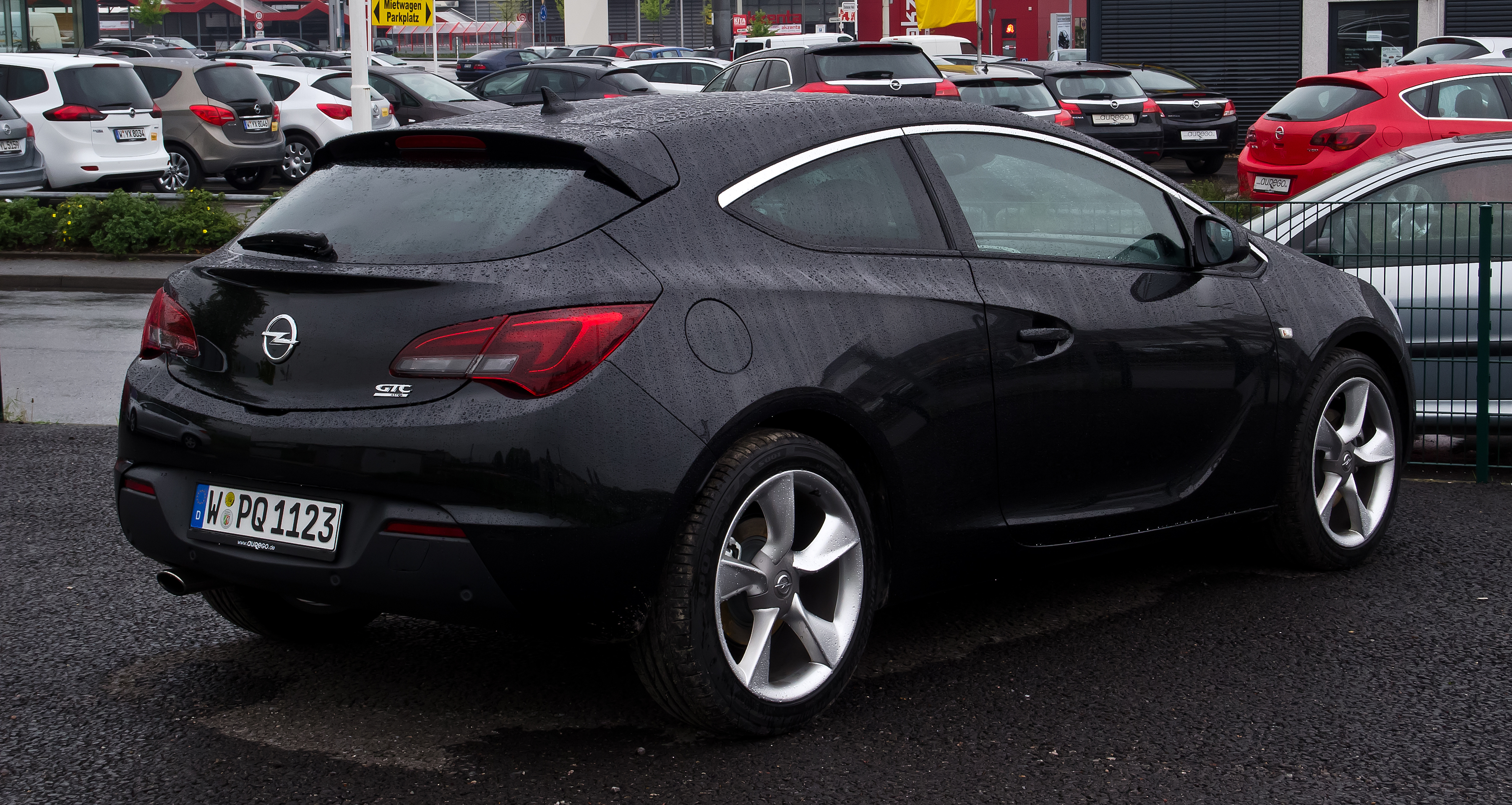
GTC
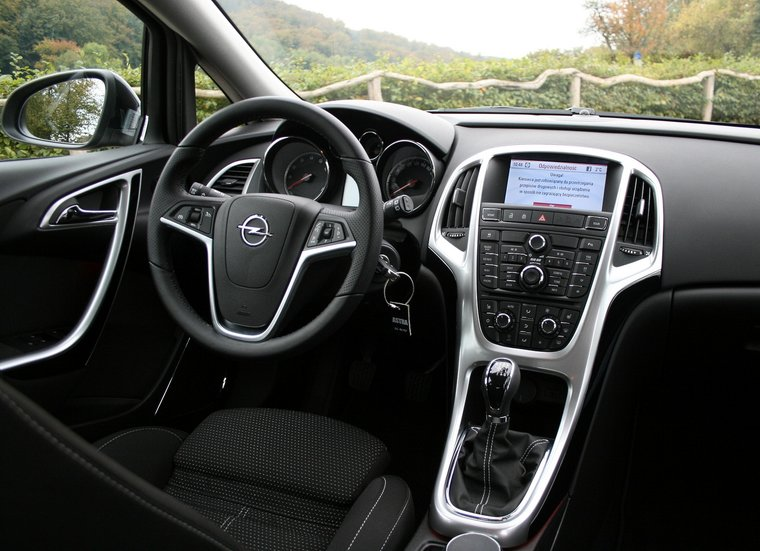
Салон